# Las Lunas y Las Otras
Las Lunas y Las Otras fue un grupo informal formado en Argentina en 1991 integrado por militantes feministas y lesbianas. Fue la primera asociación del movimiento lésbofeminista en Argentina que mantuvo continuidad y estableció un local abierto al público, la Casa de las Lunas. Entre otras personas integraron el grupo se encuentran Silvia Palumbo, Mónica Pavicich, María Angélica Ciancio, María Pinto, Claudia Csörnyei, Alejandra Sardá, Elsa San Martín. Se definieron como «lesbianas feministas separatistas», razón por la cual no articulaban actividades con varones, aunque pertenecieran al movimiento gay.

## Historia
Las Lunas y Las Otras fue creada en 1990 luego de realizar un taller sobre lesbianismo. En su presentación incluyeron el siguiente texto: 

Éramos todas lesbianas y dijimos ¡Basta!, somos lesbianas feministas, no solamente feministas.

Una de sus primeras actividades fue organizar las primeras jornadas de lesbianas, que reunió unas setenta mujeres e instaló a la agrupación en el panorama de organizaciones lésbicas existentes a comienzos de la década de 1990.
Alejandra Sardá, quien fuera integrante del grupo, explica la motivación que tuvieron en cuenta al constituir el grupo:

El discurso de los derechos lo aprendimos junto con los gays. Siempre sentimos que las heterosexuales tenían más recursos para sus temas, a diferencia de nosotras. Incluso, ellas eran más que nosotras y si nosotras nos ocupamos de temáticas netamente heterosexuales, entonces, ¿quién se dedicaba a las lesbianas? En cuanto a las demandas lésbicas, no existe una demanda pura, lo que sí hay es una necesidad de incluir el costado lésbico en los reclamos de mujeres heterosexuales para no quedar subsumidas.

La agrupación comenzó a participar como tal en las marchas del 8 de marzo del Día de la Mujer, a donde concurrían con un redoblante para llamar la atención.
En 1992 fueron cofundadoras del Frente de Lesbianas de Buenos Aires. Video I parte. Ese mismo año participan de las actividades de la primera Semana del Orgullo Lésbico Gay, pero no de comisión organizadora (a la que fueron invitadas), ni de la marcha, ni del acto principal, por su postura en contra de compartir actos con varones. La postergación de las lesbianas por los gays, así como la reiteración de posturas machistas por parte de estos últimos era un reclamo generalizado en el movimiento lesbofeminista, que destacaba la situación de doble opresión de las lesbianas, como mujeres y como disidencia sexual. De todos modos, integrantes de Las Lunas y Las Otras, como Alejandra Sardá, participaron de la primera y sucesivas marchas del orgullo a título individual.
La agrupación formó parte del encuentro denominado Reflexión Lésbico-Homosexual de América del Sur, realizado del 24 al 28 de noviembre de 1992 en la localidad chilena de Nos (San Bernardo) y que fue la primera reunión de agrupaciones LGBT de Sudamérica.
En 1993 lanzaron un periódico semestral que llegó a publicar dos números, a la vez que realizaron grupos de reflexión y las III Jornadas para lesbianas.
En 1995 inauguraron la Casa de las Lunas, una sede para actividades bajo el lema «Un espacio de y para lesbianas abierto a todas las mujeres», ubicada en el barrio de San Cristóbal de Buenos Aires. Participan en varias actividades internacionales, y organizan talleres de expresión artística, reflexión, radio y natación, entre otras temáticas. También organizan lecturas (Viernes mágicos de lecturas en el bar), espectáculos musicales, «Cenas étnicas» y bailes de disfraces. Como todos los años preparan la participación en las marchas de 8 de marzo (Día de la Mujer) con folletos y carteles. En 1998 organizaron una caravana de autos de lesbianas que atravesó la ciudad y finalizó en la Costanera Sur donde organizaron una fiesta en el espacio público.
Realizaron también espectáculos dramáticos como los «radioteatros» «No desearas a la mujer de tu prójima» y «Tan diversas personajas», y un sainete lésbico musical. En 1999, con el cierre de la casa, la actividad se debilitó y fue menos convocante, pero no desapareció. En 2001 participaron de la película Lesbianas de Buenos Aires de Santiago García, estrenada el 3 de septiembre en el Malba, aunque le realizaron críticas porque el resultado no fue el que esperaban. Entre otras actividades organizaron el grupo musical Caramelitas en Calzas, un concurso de afiches feministas y un disco de canciones de autoras fuera de los circuitos comerciales
A fines de 2011 tomaron la decisión de disolver el grupo.